# Duke Nukem: Manhattan Project
Duke Nukem: Manhattan Project è un videogioco di tipo sparatutto a scorrimento sviluppato da Sunstorm Interactive e pubblicato il 21 maggio 2002 da ARUSH Entertainment.

## Trama
Manhattan Project ha come protagonista Duke Nukem, impegnato a combattere contro Mech Morphix, uno scienziato pazzo che sta usando una melma radioattiva chiamata G.L.O.P.P. (Gluon Liquid Omega-Phased Plasma) per mutare le creature terrestri in mostri mortali per conquistare Manhattan, a New York. I livelli nel gioco sono principalmente parti di New York.

## Descrizione
Il gioco è di tipo sparatutto a scorrimento, basato su un motore grafico in tre dimensioni chiamato Prism3D: i livelli e i personaggi sono tridimensionali.
Manhattan Project è simile al Duke Nukem originale, e contiene molti aspetti che rievocano la trama, come per esempio il nemico 'Mech Morphix', uno scienziato pazzo che condivide diversi aspetti con 'Dr. Proton'.

## Stile di gioco
Il giocatore ha la possibilità di effettuare uno zoom per evidenziare un nemico che si avvicina oppure tutto lo scenario. Duke può abbassarsi, correre, saltare, e strisciare in corsa in zone dal soffitto basso. Il gioco si divide in nove capitoli, ognuno di essi composto da tre parti. In ognuno si deve salvare una ragazza che si trova intrappolata e collegata a una bomba GLOPP, e si deve trovare una keycard per sbloccare la porta che conduce alla sezione successiva. In certe aree si trovano dei jet pack che si usano per volare per una quantità limitata di tempo.
Il CD-ROM del gioco possiede anche un editor di livelli chiamato PrismEd.

## Somiglianza a Duke Nukem Forever
Nel 1996, George Broussard venne intervistato riguardo al futuro dei progetti di 3D Realms: disse che un gioco a scorrimento chiamato "Duke Nukem 4Ever" era in via di produzione, con una uscita nel mercato prevista per il Natale del 1997. Il progetto venne annullato e il nome "Duke Nukem Forever" venne riassegnato a un nuovo progetto, un seguito di Duke Nukem 3D. Quando Manhattan Project venne distribuito, si iniziò a pensare che quel gioco fosse il titolo Duke Nukem Forever annullato, ma in seguito è stato chiarificato che Manhattan Project è un gioco prodotto originalmente da ARUSH.

## Recensioni
Manhattan Project è stato giudicato un buon prodotto, ricevendo voti generalmente compresi tra 7 e 8 su una scala di 10. Il gioco ha però venduto poco a causa del formato di tipo scorrimento e il rating 17+ Mature.